# Panicale
Panicale ist eine italienische Gemeinde mit 5293 Einwohnern (Stand 31. Dezember 2023) in der Provinz Perugia in der Region Umbrien und ist Mitglied der Vereinigung I borghi più belli d’Italia (Die schönsten Orte Italiens).

## Geographie
Die Gemeinde liegt etwa 130 km südöstlich von Florenz und rund 30 km südwestlich von Perugia in einem Hügelgebiet zwischen dem Lago Trasimeno und dem Nestore, einem Nebenfluss des Tiber. Der Ort ist Teil der Comunità montana Trasimeno Medio Tevere.
Zu den Ortsteilen zählen Casalini, Cerreto, Colgiordano, Colle Calzolaro, Colle San Paolo, Gioveto, Lemura, Macereto, Migliaiolo, Mirabella, Missiano, Mongiovino, Montale, Poggio di Braccio, Tavernelle, Terrazzella und Via delle Parti.
Nachbargemeinden sind Castiglione del Lago, Magione, Paciano, Perugia und Piegaro.

## Geschichte
Erste Siedlungen in Panicale gehen auf das Jahr 2000 v. Chr. zurück. Danach dominierten die Etrusker das Gebiet, das in unmittelbarer Nähe zu drei Städten des Zwölfstädtebundes (Arezzo, Chiusi und Perugia) lag. Im Mittelalter war der Ort stark an Perugia gebunden und entwickelte sich zu seiner Kornkammer. 1316 entstand das erste Stadtrecht. Der Text wurde von Notar Pietro di Vannuccio in Latein verfasst, um 1484 wurde er ins Italienische übersetzt. Von 1416 bis zu seinem Tod 1424 stand der Ort unter der Herrschaft des Condottiere Braccio da Montone, der die Gemeinde seinen Nachfolgern überließ. 1540 wurden Panicale und seine Schutzmacht Perugia vom Kirchenstaat eingenommen und verblieben mit Ausnahme der französischen Besatzung 1798 bis 1813 bis zum Risorgimento unter seiner Herrschaft.

## Sehenswürdigkeiten
- Collegiata di San Michele Arcangelo, eine Kirche aus dem 11. Jahrhundert, 1546 erweitert und im 17. Jahrhundert restauriert. Enthält das Werk Natività von Giovan Battista Caporali aus dem Jahr 1519.
- Chiesa della Madonna della Sbarra, kurz außerhalb der Stadtmauern, 1625 fertiggestellt.
- Chiesa di San Sebastiano, enthält das 1505 erstellte Fresko Martirio di San Sebastiano des Perugino.
- Chiesa di Sant’Agostino, 1502 fertiggestellt. Der Altar wurde von Giambattista di Cristoforo 1513 gestaltet.
- Chiesa di Santa Lucia, auch Chiesa dell’Ospedale, Kirche kurz außerhalb der Porta Perugina in der Via Pietro Vannucci.
- Chiesa di San Pietro e Paolo, Kirche im Ortsteil Colle San Paolo aus dem Jahr 1143, die durch die Benediktiner entstand.[3]
- Santuario della Madonna di Mongiovino, enthält ein Tafelbild von Orazio Alfani

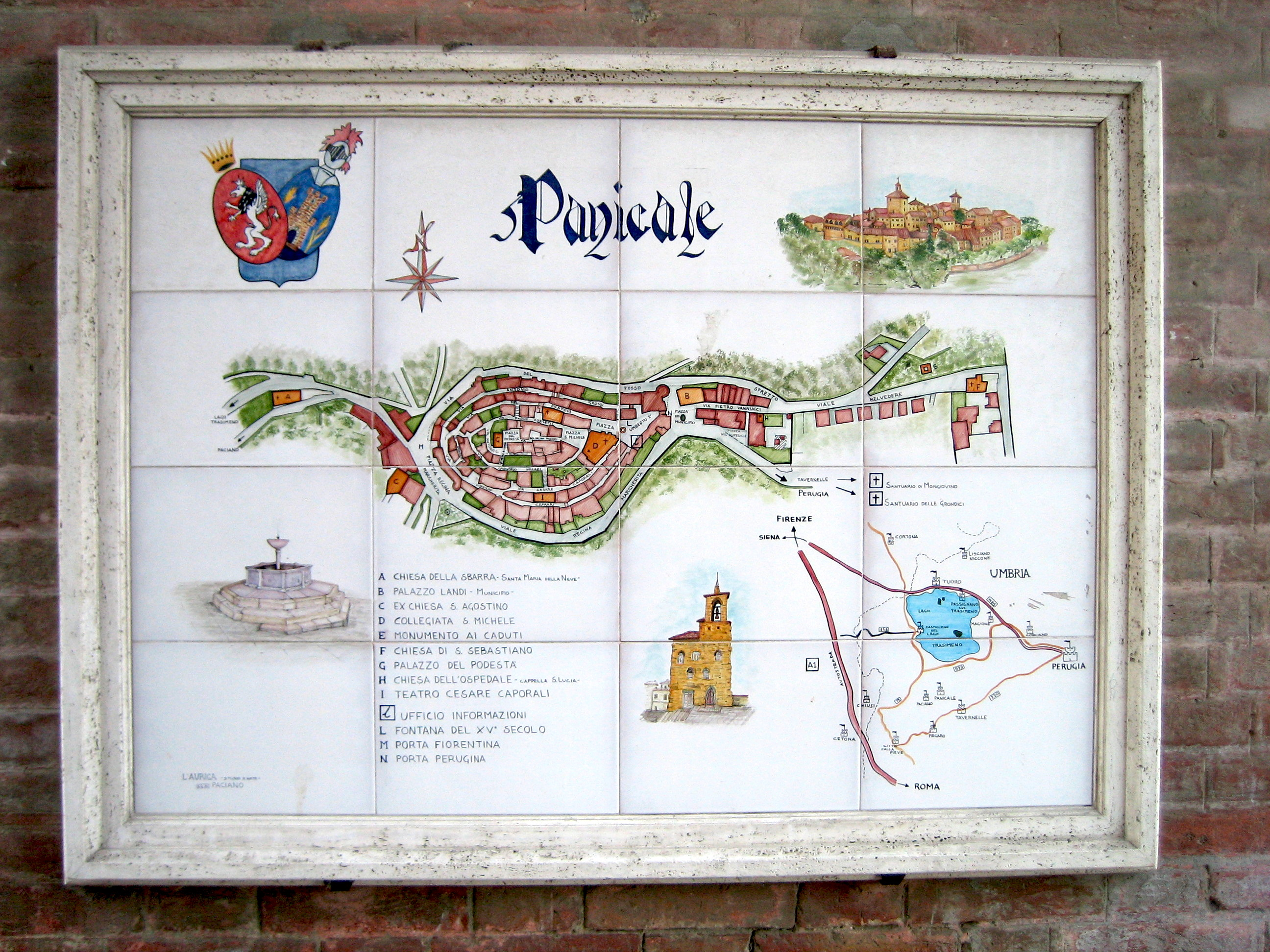
Übersichtsplan
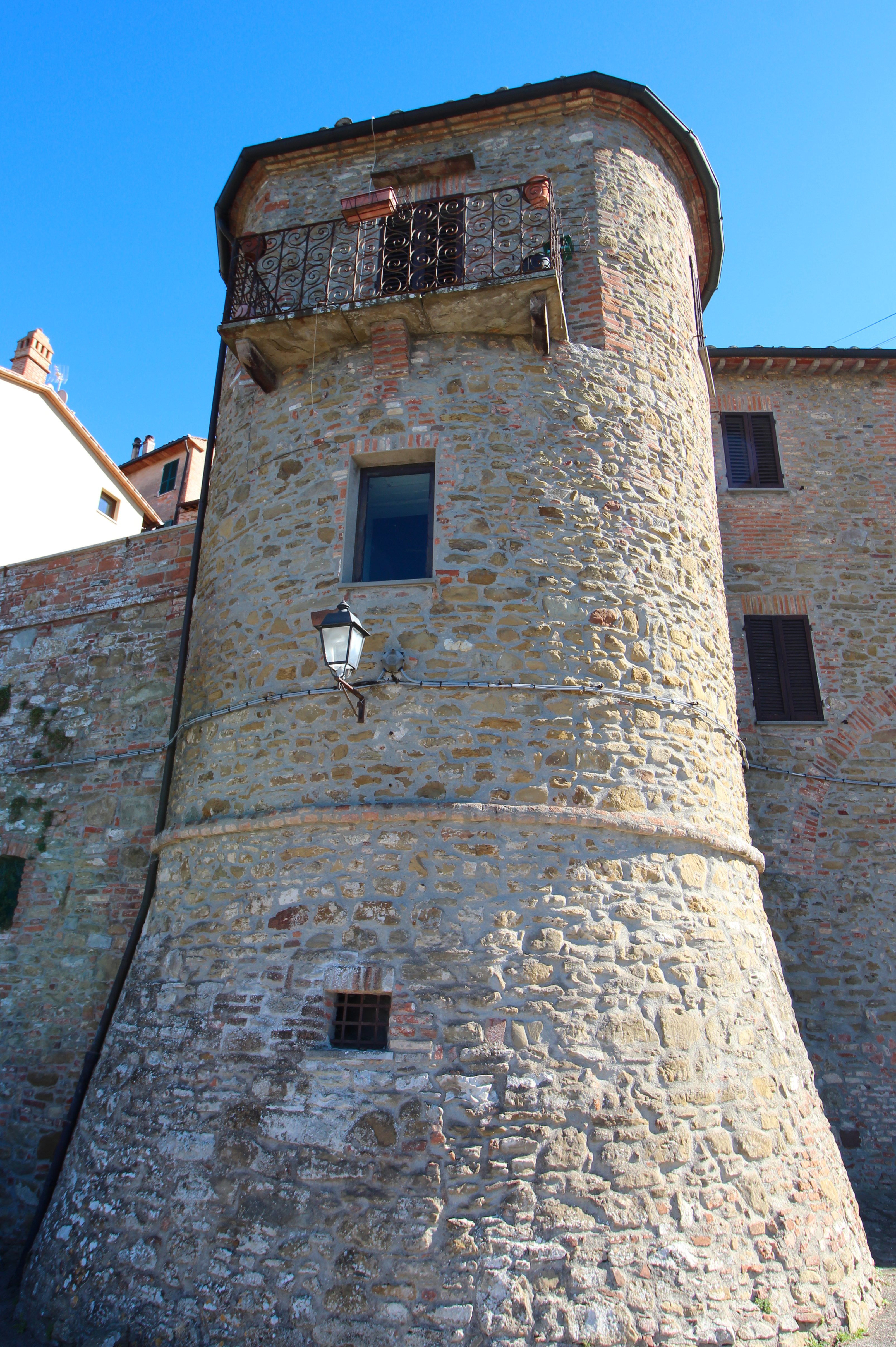
Teil der Stadtbefestigung
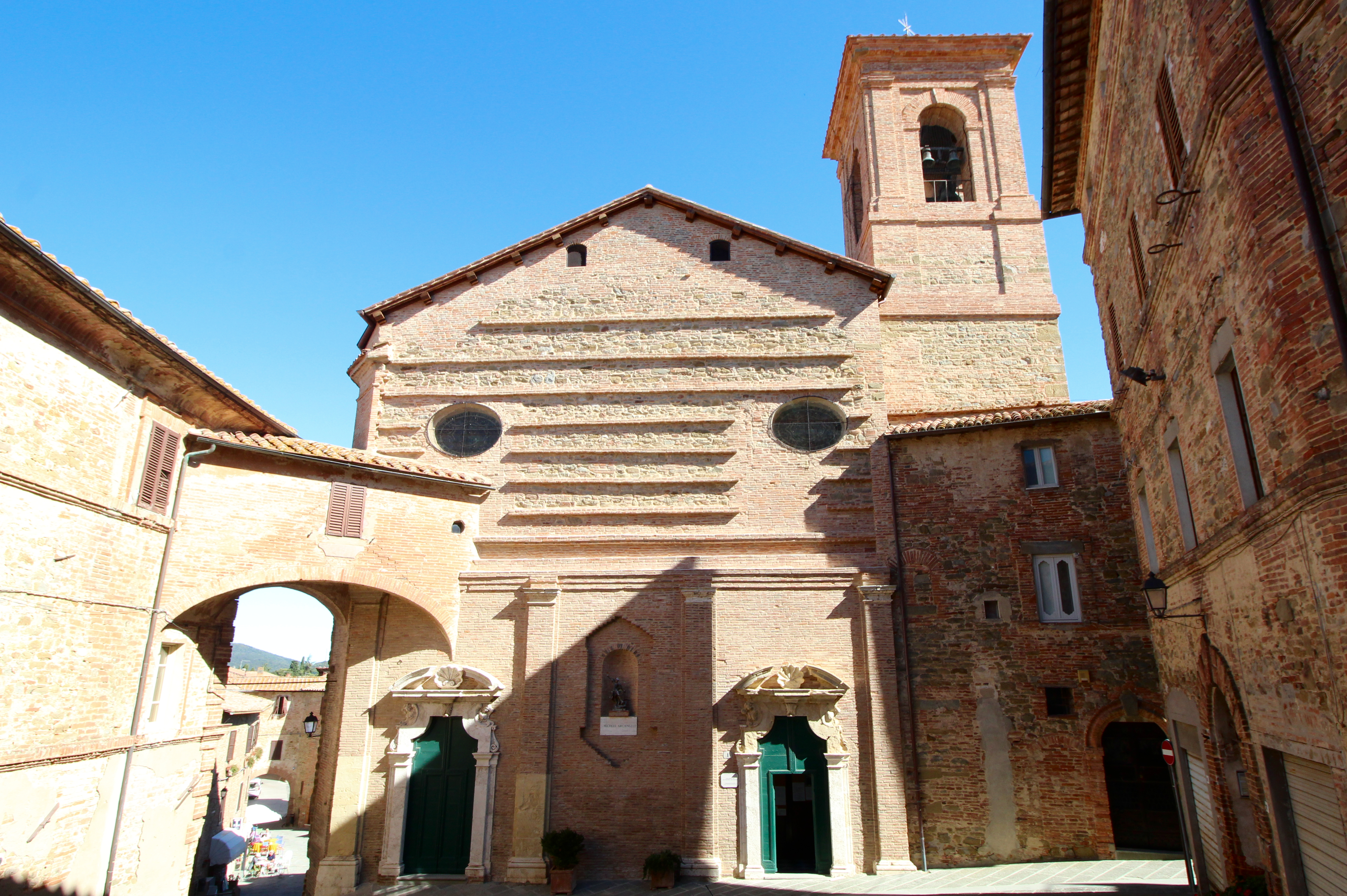
Collegiata di San Michele Arcangelo
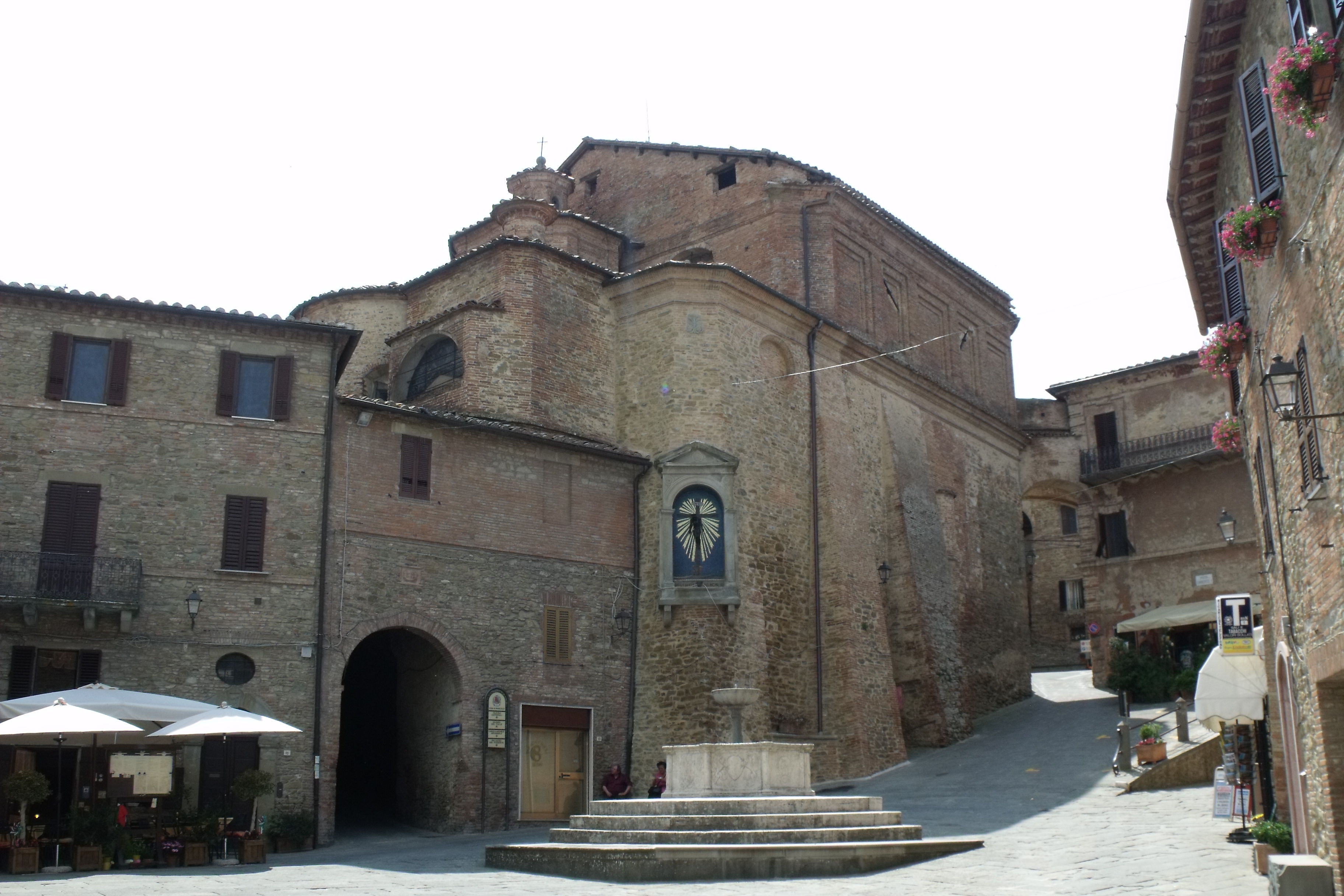
Rückseite der Collegiata an der Piazza Umberto I
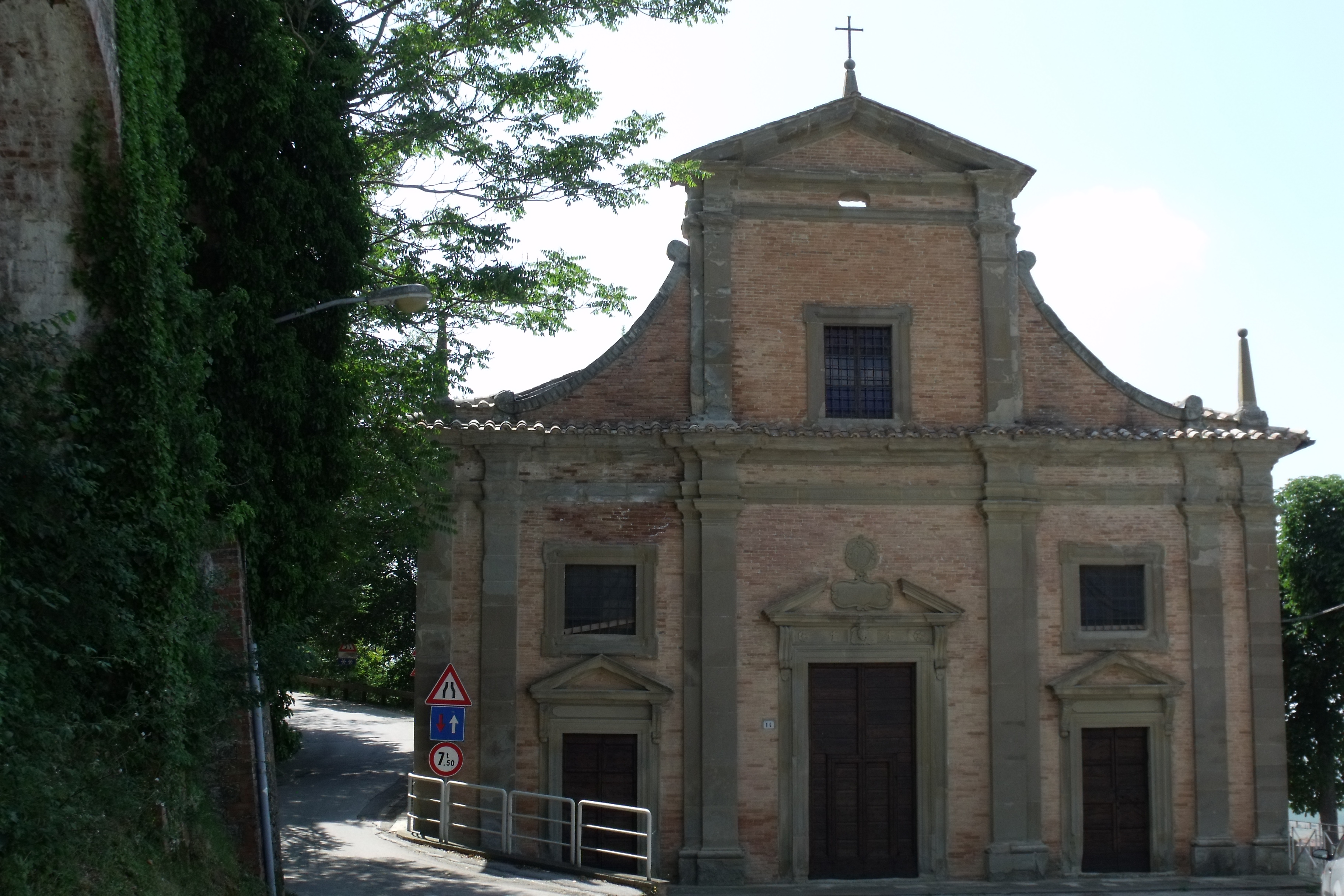
Die Kirche Madonna della Sbarra
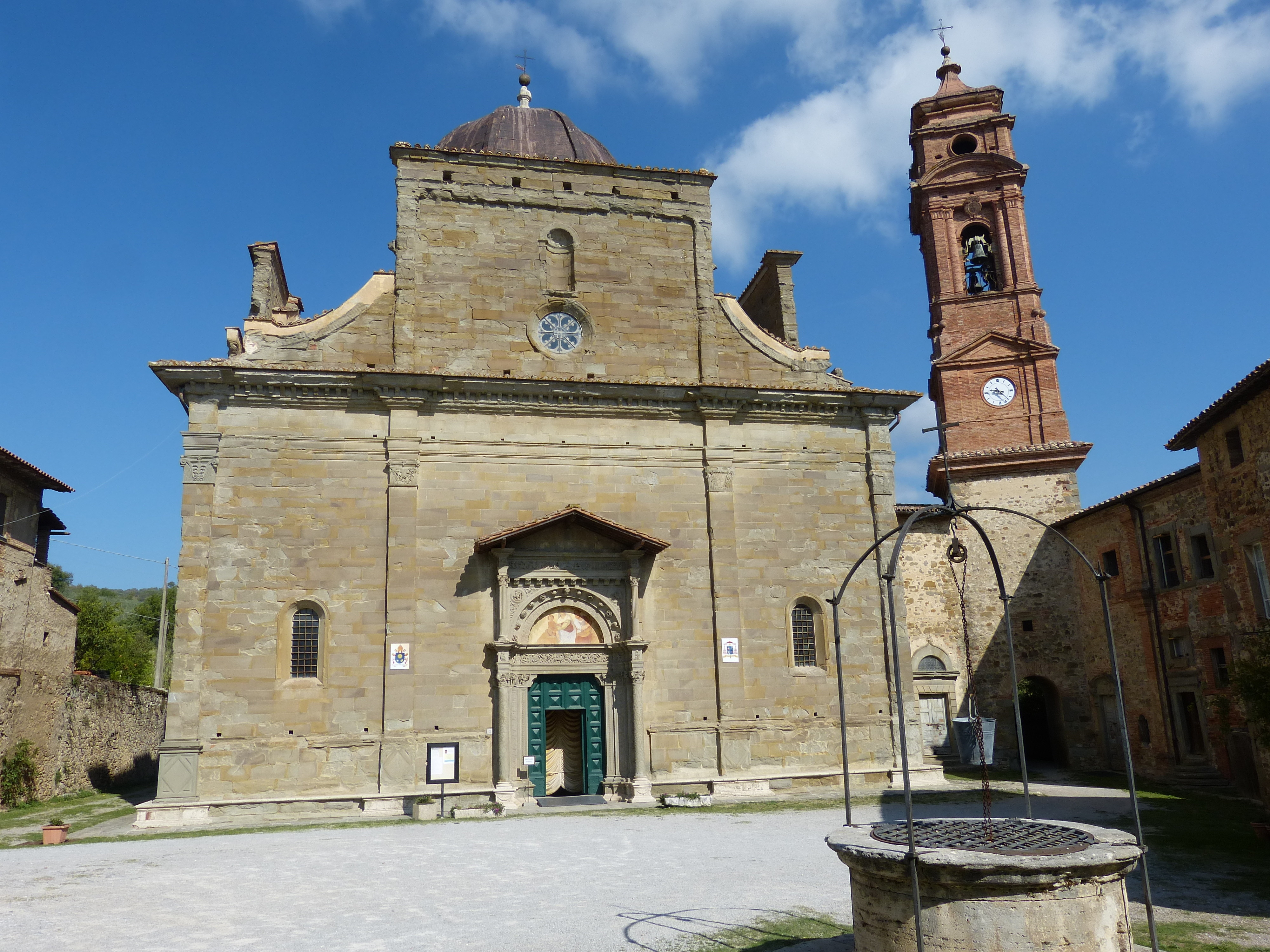
Santuario della Madonna di Mongiovino
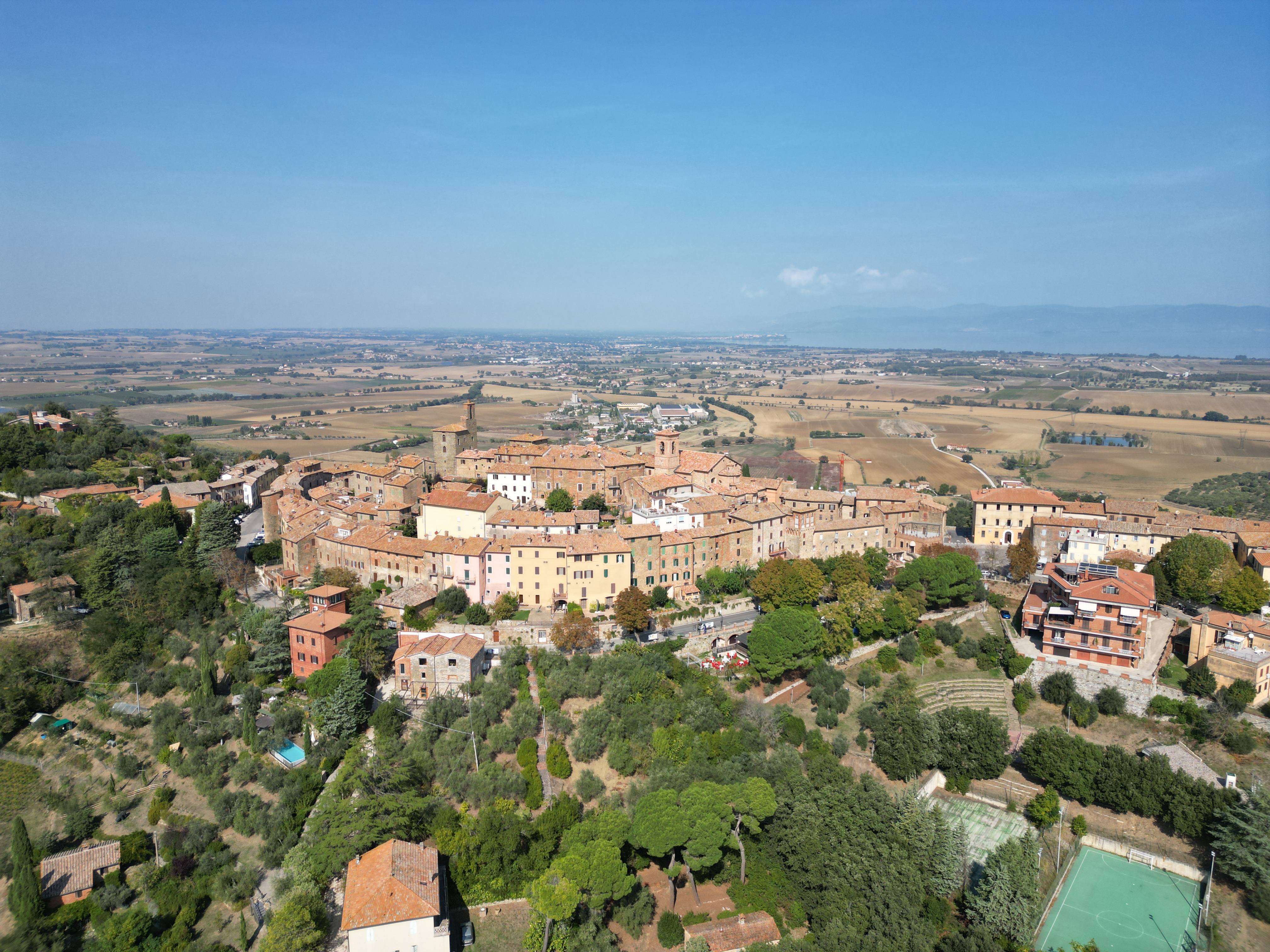
Luftansicht

## Gemeindepartnerschaft
- La Verrière im Département Yvelines, Frankreich, seit 1987.

## Sonstiges
- Panicale ist Hauptschauplatz der britischen  Fernsehserie Signora_Volpe